# Chorthippus bozdaghi
Chorthippus bozdaghi är en insektsart som beskrevs av Boris Petrovich Uvarov 1934. Chorthippus bozdaghi ingår i släktet Chorthippus och familjen gräshoppor. IUCN kategoriserar arten globalt som akut hotad. Inga underarter finns listade i Catalogue of Life.